# Hisashi Aizawa
Hisashi Aizawa (jap. 相澤寿 Aizawa Hisashi; ur. 8 marca 1986 w Shizuoka) – japoński siatkarz, reprezentant kraju. Występuje na pozycji środkowego blokującego w koszulce z numerem jeden.
Zadebiutował w klubie Kashimadai Sports Club. Aktualnie trenuje w Toray Arrows. Kiedyś był maratończykiem. W 2008 został powołany po raz pierwszy do reprezentacji kraju.